# Richard Heidrich

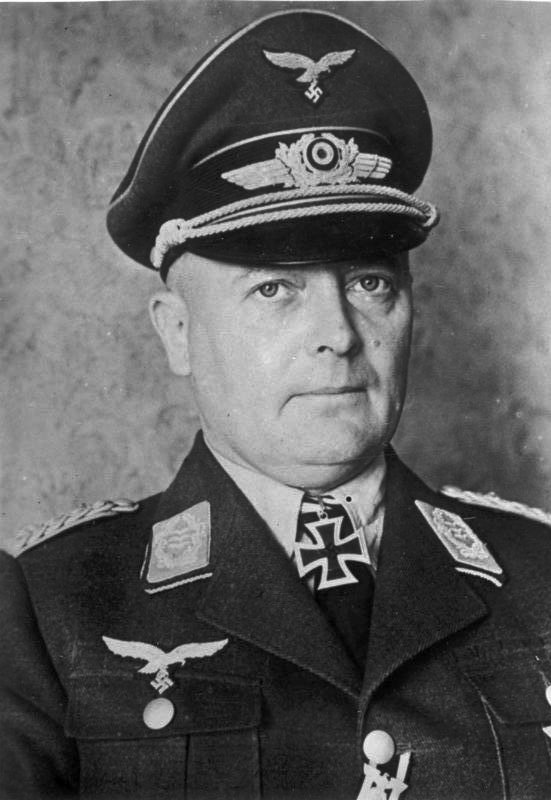
Richard Heidrich, 1941

Richard Heidrich (* 28. Juli 1896 in Lawalde in Sachsen; † 22. Dezember 1947 in Hamburg-Bergedorf) war ein deutscher General der Fallschirmtruppe im Zweiten Weltkrieg.

## Leben
Heidrich trat am 18. August 1914 als Kriegsfreiwilliger in das Reserve-Infanterie-Regiment Nr. 101 der Sächsischen Armee ein und wurde August 1915 zum Leutnant befördert. Im Ersten Weltkrieg war er zunächst als Zugführer später als Kompanieführer tätig, zuletzt als Regimentsadjutant im 16. Infanterie-Regiment Nr. 182. Ausgezeichnet mit beiden Klassen des Eisernen Kreuzes sowie dem Ritterkreuz II. Klasse des Sächsischen Verdienstordens mit Schwertern, dem Ritterkreuz II. Klasse des Albrechts-Ordens sowie dem Verwundetenabzeichen in Schwarz schloss er sich nach Kriegsende einem Freikorps in Litauen an und wurde 1920 in die Reichswehr übernommen.
Er wurde 1925 zum Oberleutnant und 1931 zum Hauptmann befördert und war in verschiedenen Kommandos tätig, bis er Oktober 1935 als Lehrer an die Kriegsschule in Potsdam und später nach München kommandiert wurde.
1937 wurde er zur Fallschirm-Infanterie-Kompanie nach Stendal versetzt und Juni 1938 Kommandeur des Fallschirm-Infanterie-Bataillons. Er wurde zum 1. Januar 1939 zum Oberstleutnant befördert und in die Luftwaffe versetzt.
Am 1. April 1940 wurde er zum Oberst befördert. Am 1. Juni 1940 wurde er wieder zur Luftwaffe versetzt und gleichzeitig Kommandeur des Fallschirm-Jäger-Regiments 3.
Mit seinem Verband war er am 20. Mai 1941 an der Operation Merkur beteiligt und maßgeblich für die Besetzung der Insel Kreta verantwortlich. Im August 1942 wurde er zum Generalmajor befördert, gleichzeitig mit der Führung der 7. Flieger-Division beauftragt und schließlich am 1. November 1942 deren Kommandeur. Im Anschluss daran wurde er vor Leningrad eingesetzt und Mitte 1943 Kommandeur der nunmehrigen 1. Fallschirm-Jäger-Division sowie am 1. Juli 1943 Generalleutnant. Mit seiner Division wurde er nach Italien verlegt und nahm 1944 an der Schlacht um Monte Cassino teil. Im Oktober 1944 erfolgte seine Beförderung zum General der Fallschirmtruppe. Am 16. November 1944 wurde er Kommandierender General des I. Fallschirm-Korps.
Heidrich wurde am 23. Januar 1945 schwer verwundet und musste sein Kommando abgeben. Er geriet am 3. Mai 1945 bei St. Christofore (Italien) in britische Kriegsgefangenschaft und wurde im Juli 1947 entlassen. Er starb am 22. Dezember 1947 in einem Versorgungslazarett in Hamburg-Bergedorf, möglicherweise an den Folgen seiner Verwundungen.

## Auszeichnungen
- Ritterkreuz des Eisernen Kreuzes mit Eichenlaub und Schwertern[3]
  - Ritterkreuz am 14. Juni 1941
  - Eichenlaub am 5. Februar 1944 (382. Verleihung)
  - Schwerter am 25. März 1944 (55. Verleihung)
- Deutsches Kreuz in Gold am 31. März 1942[3]
- Ärmelband Kreta